# Кузнецов, Александр Петрович (легкоатлет)
Алекса́ндр Петро́вич Кузнецо́в (род. 3 июня 1949) — советский казахский легкоатлет, специалист по бегу на длинные дистанции и кроссу. Выступал на всесоюзном уровне в 1970-х годах, серебряный и бронзовый призёр чемпионатов СССР, победитель первенств всесоюзного и республиканского значения, участник чемпионата мира по кроссу в Глазго. Представлял Темиртау, Караганду и Алма-Ату, спортивное общество «Енбек». Мастер спорта СССР.

## Биография
Александр Кузнецов родился 3 июня 1949 года. Занимался лёгкой атлетикой в Темиртау, Караганде и Алма-Ате, выступал за Казахскую ССР и добровольное спортивное общество «Енбек».
Впервые заявил о себе в беге на длинные дистанции на всесоюзном уровне в сезоне 1974 года, когда в дисциплине 10 000 метров занял седьмое место на Кубке Правды в Москве.
В 1975 году в беге на 5000 метров стал шестым на Мемориале братьев Знаменских в Москве, принимал участие в чемпионате страны в рамках VI летней Спартакиады народов СССР в Москве, где в беге на 10 000 метров финишировал седьмым, а в беге на 5000 метров — пятым.
В 1976 году на дистанции 10 000 метров выиграл бронзовые медали на всесоюзном старте в Сочи и на чемпионате СССР в Киеве, причём во втором случае установил свой личный рекорд — 28:12.6. Позднее на соревнованиях в Подольске превзошёл всех соперников в беге на 10 000 метров и с личным рекордом 13:48.2 стал седьмым в беге на 5000 метров.
В 1977 году в дисциплине 14 км завоевал бронзовую награду на чемпионате СССР по кроссу в Тирасполе и серебряную награду на чемпионате СССР по кроссу в Ташкенте, прошедшем в рамках финала XVI Всесоюзного кросса на призы газеты «Правда».
В 1978 году в составе советской сборной стартовал на чемпионате мира по кроссу в Глазго, показал 55-й результат в личном зачёте и вместе с соотечественниками занял четвёртое место мужского командного зачёта. Отметился выступлением в матчевой встрече со сборной ФРГ в Дортмунде, где в беге на 3000 метров пришёл к финишу четвёртым.
Впоследствии проживал в городе Павлодаре, Казахстан. По состоянию на 2019 год продолжал заниматься бегом и участвовать в различных любительских соревнованиях.